# Orchard Road
Orchard Road is een nummer van de Britse zanger Leo Sayer uit 1983. Het is een ballad, en afkomstig van Sayer's tiende studioalbum Have You Ever Been in Love.
De titel "Orchard Road" doet wellicht denken aan de beroemde retailwinkels en entertainmentzaken van Orchard Road in Singapore. Volgens Sayer is de tekst van dit lied echter gebaseerd op een telefoongesprek in een openbare telefooncel dat hij had met zijn toenmalige vrouw en dat de hele nacht duurde. Hij pleitte voor haar terugkeer naar de flat en vroeg om vergeving na problemen in hun 7-jarig huwelijksleven. De straatnaam in de titel van het nummer is verzonnen. Orchard Road verwijst in werkelijkheid naar Churchfield Road in Acton (Groot Londen), waar zijn ex-vrouw Janice naartoe verhuisd was.
Het nummer haalde de 16e positie in het Verenigd Koninkrijk, de 7e in de Nederlandse Top 40 en de 8e in de Vlaamse Radio 2 Top 30. Het was Sayer's laatste hit in de Nederlandse Top 40. Buiten het Verenigd Koninkrijk, Nederland, Vlaanderen en Nieuw-Zeeland had het nummer minder succes.

## Hitnoteringen

### Nederlandse Top 40
| Hitnotering: 30-04-1983 t/m 18-06-1983 | Hitnotering: 30-04-1983 t/m 18-06-1983 | Hitnotering: 30-04-1983 t/m 18-06-1983 | Hitnotering: 30-04-1983 t/m 18-06-1983 | Hitnotering: 30-04-1983 t/m 18-06-1983 | Hitnotering: 30-04-1983 t/m 18-06-1983 | Hitnotering: 30-04-1983 t/m 18-06-1983 | Hitnotering: 30-04-1983 t/m 18-06-1983 | Hitnotering: 30-04-1983 t/m 18-06-1983 | Hitnotering: 30-04-1983 t/m 18-06-1983 |
| Week                                   | 1                                      | 2                                      | 3                                      | 4                                      | 5                                      | 6                                      | 7                                      | 8                                      |                                        |
| -------------------------------------- | -------------------------------------- | -------------------------------------- | -------------------------------------- | -------------------------------------- | -------------------------------------- | -------------------------------------- | -------------------------------------- | -------------------------------------- | -------------------------------------- |
| Nummer                                 | 31                                     | 16                                     | 11                                     | 9                                      | 7                                      | 7                                      | 20                                     | 34                                     | uit                                    |

### Nationale Hitparade
| Hitnotering: 30-04-1983 t/m 18-06-1983 | Hitnotering: 30-04-1983 t/m 18-06-1983 | Hitnotering: 30-04-1983 t/m 18-06-1983 | Hitnotering: 30-04-1983 t/m 18-06-1983 | Hitnotering: 30-04-1983 t/m 18-06-1983 | Hitnotering: 30-04-1983 t/m 18-06-1983 | Hitnotering: 30-04-1983 t/m 18-06-1983 | Hitnotering: 30-04-1983 t/m 18-06-1983 | Hitnotering: 30-04-1983 t/m 18-06-1983 | Hitnotering: 30-04-1983 t/m 18-06-1983 |
| Week                                   | 1                                      | 2                                      | 3                                      | 4                                      | 5                                      | 6                                      | 7                                      | 8                                      |                                        |
| -------------------------------------- | -------------------------------------- | -------------------------------------- | -------------------------------------- | -------------------------------------- | -------------------------------------- | -------------------------------------- | -------------------------------------- | -------------------------------------- | -------------------------------------- |
| Nummer                                 | 27                                     | 17                                     | 5                                      | 5                                      | 9                                      | 13                                     | 25                                     | 33                                     | uit                                    |

### VlaamseUltratop 50
| Hitnotering: 07-05-1983 t/m 09-07-1983 | Hitnotering: 07-05-1983 t/m 09-07-1983 | Hitnotering: 07-05-1983 t/m 09-07-1983 | Hitnotering: 07-05-1983 t/m 09-07-1983 | Hitnotering: 07-05-1983 t/m 09-07-1983 | Hitnotering: 07-05-1983 t/m 09-07-1983 | Hitnotering: 07-05-1983 t/m 09-07-1983 | Hitnotering: 07-05-1983 t/m 09-07-1983 | Hitnotering: 07-05-1983 t/m 09-07-1983 | Hitnotering: 07-05-1983 t/m 09-07-1983 | Hitnotering: 07-05-1983 t/m 09-07-1983 | Hitnotering: 07-05-1983 t/m 09-07-1983 |
| Week                                   | 1                                      | 2                                      | 3                                      | 4                                      | 5                                      | 6                                      | 7                                      | 8                                      | 9                                      | 10                                     |                                        |
| -------------------------------------- | -------------------------------------- | -------------------------------------- | -------------------------------------- | -------------------------------------- | -------------------------------------- | -------------------------------------- | -------------------------------------- | -------------------------------------- | -------------------------------------- | -------------------------------------- | -------------------------------------- |
| Nummer                                 | 32                                     | 30                                     | 28                                     | 21                                     | 14                                     | 8                                      | 8                                      | 19                                     | 26                                     | 27                                     | uit                                    |

### NPO Radio 2 Top 2000
| Nummer met noteringen in de NPO Radio 2 Top 2000 | '99 | '00 | '01 | '02  | '03 | '04  | '05 | '06 | '07  | '08 | '09  | '10  | '11  | '12  | '13  | '14  |
| ------------------------------------------------ | --- | --- | --- | ---- | --- | ---- | --- | --- | ---- | --- | ---- | ---- | ---- | ---- | ---- | ---- |
| Orchard Road                                     | 805 | 730 | 870 | 1027 | 872 | 1000 | 886 | 882 | 1194 | 942 | 1266 | 1559 | 1535 | 1791 | 1865 | 1858 |

1. ↑  Een vetgedrukt getal geeft de hoogste notering aan.
2. ↑  Deze tabel is bijgewerkt tot en met de laatste editie (2024).